# Гражданский оборот
Гражданский оборот — гражданско-правовое выражение экономического оборота; опосредуется договорными и внедоговорными институтами обязательственного права. Участниками гражданского оборота являются физические и юридические лица, а в ряде случаев муниципальные образования. Содержание гражданского оборота составляет переход имущества (имущественных прав) от одного лица к другому лицу на основе заключаемых участниками гражданского оборота сделок или в силу иных юридических фактов.